# Wendell Jaspers
Wendell Jaspers (Burundi, 4 maart 1980) is een Nederlands actrice.

## Biografie
Jaspers voltooide in 2003 haar studie aan de Fontys Academie voor Drama te Eindhoven. Sindsdien is zij te zien in het theater, in films en op televisie als actrice. Zo speelt ze bij verscheidene professionele toneelgezelschappen, waaronder Het Nationale Theater, Toneelgroep Maastricht, Toneelschuur Producties en Toneelgroep Oostpool.
De actrice werd in 2005 voor haar vertolking van Hokwerda's kind genomineerd voor de Colombina toneelprijs en in 2017 voor haar acteerprestaties in Marilyn Monroe: Diamonds are a girl's best friend werd ze genomineerd voor de toneelprijs Theo d'Or. In 2022 werd haar vertolking van Arkadina in Een Meeuw van Toneelgroep Maastricht eveneens bekroond met een Colombina-nominatie.

## Filmografie
- 2007 - De prins en het prinsesje, als Cyllia
- 2009 - Vuurzee, als Receptioniste Hotel
- 2009 - Komt een vrouw bij de dokter, als Anne
- 2011 - Rembrandt en ik, als Hendrickje Stoffels
- 2013 - Roffa, als Petra
- 2013 - De vloer op
- 2014 - Cornea, als Merel
- 2014 - De vloer op jr.
- 2015 - Overspel, als rechercheur
- 2015 - Kasper en de Kerstengelen, als Marlou
- 2018 - Flikken Maastricht, als Charlotte Geuze
- 2019 - Wat is dan liefde, als Hadewych

## Theater
- 2004 - Hokwerda's kind (MATZER Theaterproducties)
- 2005 - Tij (MATZER Theaterproducties)
- 2006 - Alleen op de wereld (MATZER Theaterproducties)
- 2007 - Heksenjacht (Het Nationale Theater)
- 2007 - Thuisreis (Het Nationale Theater)
- 2008 - Knielen op een bed violen (MATZER Theaterproducties)
- 2009 - Demonen (Theatergroep Sonja)
- 2010 - Marilyn Monroe - Diamonds are a girl's best friend (MATZER Theaterproducties)
- 2011 - 4.48 Psychosis (Stichting Toneelschuur Producties)
- 2011 - Kracht (MATZER Theaterproducties)
- 2012 - Kat op een heet zinken dak (Toneelgroep Amsterdam)
- 2013 - Tsjechov (Toneelgroep Oostpool)
- 2014 - Caligula (Toneelschuur Producties)
- 2014 - Kwartet (Toneelgroep Oostpool)
- 2015 - Stad der blinden (Theater Utrecht)
- 2015 - Een soort Hades (Theater Utrecht)
- 2016 - Maat voor maat (Theaterproductiehuis Zeelandia)
- 2017 - Ivanov (Toneelschuur Producties)
- 2017 - Geen Paniek! (DeLaMar Producties)
- 2018 - Kaap furie (Nina de la Parra)
- 2019 - In Vrede (BERG&BOS)
- 2019 - Er zal iemand komen (Noord Nederlands Theater)
- 2020 - Agatha (MATZER Theaterproducties)
- 2021 - Het Zwarte Raam (Orkater)
- 2022 - Een meeuw (Toneelgroep Maastricht)
- 2023 - Augustus: Oklahoma (Toneelgroep Maastricht)
- 2024 - Bloedzus (MATZER Theaterproducties)
- 2025 - BV Vastgoed (Toneelgroep Maastricht)